# 세리 (가수)
세리(본명: 박미연, 1990년 9월 16일 ~ )는 대한민국의 가수로 걸그룹 달샤벳에서 리더, 메인래퍼, 리드보컬, 메인댄서를 맡았었다.

## 학력
- 동일여자고등학교
- 동덕여자대학교 방송연예과

## 활동

### 드라마
- 2013년~2014년 SBS 《별에서 온 그대》 - 천송이의 후배 역 (특별출연)

### 예능
- 2022년 tvN 《줄 서는 식당》 - 19회